# Gothers Mølle
Gothers Mølle i København var en af de mange møller der gennem et par hundrede år stod på voldanlægets på bastioner rundt om hele København som byens vartegn. På Københavns volde var der i 1782 18 fungerende møller, men de blev nedlagt løbende i 1800-tallet.[kilde mangler] Møllen lå på Stadsoberstens Bastion, nuværende Botanisk Have. Allerede ved opførelsen af bastionen i 1650 blev der givet tilladelse til at opføre en mølle i bastionen. Den lå som et point de vue for Gothersgade. Møllen og de tilhørende bygninger blev i 1872 købt af Københavns Kommune og solgt til nedbrydning samme år og flyttedes til Maglebylille, der senere forsvandt under Kastrup lufthavn, og nedbrændte 1915.[kilde mangler]
Den bekendte forbryder Ole Kollerød var møllersvend i Gothers Mølle 1820-1823. Han blev henrettet 1840.